# 一番ヶ瀬康子
一番ヶ瀬 康子（いちばんがせ やすこ、1927年1月5日 - 2012年9月5日）は、日本の社会福祉学者。日本女子大学名誉教授。

## 生涯
台北第一師範学校附属小学校、台北州立台北第一高等女学校を経て、1945年に日本女子大学校家政学部第三類卒業した。1953年、法政大学法学部労働学科を卒業し、1956年に同大学院社会科学研究科経済学専攻修士課程を修了した。1961年、同博士後期課程単位取得退学した。1966年に法政大学より経済学博士の学位を取得した。博士論文の題は「アメリカ社会福祉発達史」。
日本女子大学教授（1995年3月定年退職）、東洋大学社会学部教授（1997年まで）、長崎純心大学人文学部教授、山野美容芸術短期大学客員教授を歴任した。日本女子大学では人間社会学部の創設者として初代学部長を務めた。
子どものころ親しんでいた馬が戦争で死んだことから獣医師を目指すが、当時は女性であることでそれは叶わず、代わりに動物愛護という点から社会福祉の道に入る。アメリカ、スウェーデンの社会福祉研究。実践として、高齢者福祉、児童福祉、障害者福祉など幅広く手掛けた。また阪神・淡路大震災からの復興にも尽力した。
日本女子大学最終講義「成瀬仁蔵の社会改良思想」は、日本女子大学定年退職を記念して編まれた論文集である一番ヶ瀬康子編著『21世紀社会福祉学』（有斐閣 1995年）に収められている。
「九条科学者の会」呼びかけ人を務めていた。
2012年9月5日、脳梗塞のため死去した。85歳没。

## 主な著作
- 「社会福祉」1962年 日本女性文化協会
- 「アメリカ社会福祉発達史」1963年 光生館
- 「社会福祉事業概論」1964年 誠信書房
- 「現代の婦人問題」1965年 ミネルヴァ書房
- 「現代の家庭と福祉」1970年 ドメス出版
- 「現代女子教育批判」1970年 明治図書出版
- 「現代社会福祉論」1971年 時潮社
- 「社会福祉の道」1972年 風媒社
- 「社会福祉は変わる」1975年 風媒社
- 「現代の社会福祉」1976年 春秋社
- 「現代の子どもと人権」1981年 ドメス出版
- 「福祉：問われる原点」1981年 創元社（創元新書）
- 「現代の障害者福祉問題」1982年 ドメス出版
- 「現代の老後考」1984年 ドメス出版
- 「すこやかに老いる」1984年 ドメス出版
- 「社会福祉事業概論」新装版 1984年 誠信書房
- 「生活学の展開：家政から社会福祉へ」1984年 ドメス出版
- 「現代社会福祉の基本視角」1989年 時潮社
- 「女性解放の構図と展開：自分史からの探求」1989年 ドメス出版
- 「地域に福祉を築く」1992年 旬報社
- 「子どもの人権と福祉問題」1993年 ドメス出版
- 「児童の福祉」1993年 放送大学教育振興会
- 「生涯福祉・ノーマライゼーション」1994年 労働旬報社
- 「社会福祉の歴史研究」1994年 労働旬報社
- 「社会福祉とはなにか」1994年 労働旬報社
- 「高齢社会と地域福祉」1994年 労働旬報社
- 「福祉を担う人びと」1994年 労働旬報社
- 「生活を創る」1995年 日本放送協会学園（高等学校通信教育専攻科の教科書、村田泰彦との共編）
- 「凛として咲く華」1996年 小学館
- 「福祉文化へのアプローチ」1997年 ドメス出版
- 「生活福祉の成立」1998年 ドメス出版
- 「少子高齢社会における福祉の町づくり」2000年 かもがわ出版
- 「21世紀  社会福祉はみんなの手で」2001年 ポプラ社
- 「現代社会福祉論」2001年 日本図書センター
- 「福祉のこころ」2002年 旬報社
- 「介護福祉学の探究」2003年 有斐閣
- 「高齢社会の女性福祉」2003年 ドメス出版
- 「女性の主体形成と男女共同参画社会」2003年 ドメス出版
- 「現代女子教育批判」2004年 日本図書センター

### 監修
- 芳賀登、中嶌邦、祖田浩一（監修）『日本女性人名辞典』日本図書センター、1993年6月25日。ISBN 4-8205-7128-1。
  - 芳賀登、中嶌邦、祖田浩一（監修）『日本女性人名辞典』（普及版）日本図書センター、1998年。ISBN 4-8205-7881-2。

## 親族
- 父：一番ヶ瀬佳雄（台湾総督府官僚）